# Superpower (canção de Beyoncé)
Superpower é uma canção gravada pela cantora americana Beyoncé com a participação de Frank Ocean para seu quinto álbum de estúdio, Beyoncé. Foi escrito por Beyoncé e Ocean junto com Boots (creditado sob seu nome verdadeiro Jordan Asher) e Pharrell Williams, que também serviu como seu produtor. "Superpower" é uma balada R&B e doo-wop de ritmo lento que apresenta cantores cantando com baixo registro vocal em uma faixa de várias camadas. Liricamente, fala sobre o poder do amor e da união e os efeitos fortalecedores de um relacionamento duradouro. Foi bem recebido pelos críticos de música que elogiaram os vocais dos cantores e sua característica de produção musical de Williams.

## Antecedentes
"Superpower" foi escrito por Beyoncé, Frank Ocean, Boots e Pharrell Williams, com o último também lidando com sua produção. Os vocais na faixa foram produzidos pela Beyoncé enquanto a produção adicional foi finalizada pela produtor Boots nos estúdios: Jungle City Studios, Oven Studios e Mirrorbal Studios. Kelly Rowland e Michelle Williams, ex-colegas de banda de Beyoncé do grupo Destiny's Child, forneceram vozes de fundo junto com Stefan Skarbek e Boots. A mixagem de áudio de "Superpower" foi completada por Tony Maserati na Mirrorbal Studios e na Clockworks Studios e a faixa acabou sendo dominada por Tom Coyne e Aya Merrill na Sterling Sound. Beyoncé explicou em seu canal de rádio do iTunes que ela considerava "Superpower" uma música "poderosa" com fortes vocais; ela continuou dizendo: "As letras que Frank Ocean escreveu ... é como se ele pensasse em uma coisa e o pensamento continuasse indo e indo ... Basicamente a mensagem é que o amor é o mais poderoso É uma coisa que temos e não importa se uma guerra está acontecendo. Quando você está com a pessoa que você ama, você pode sobreviver a tudo e todos".

## Composição
"Superpower foi composta usando o tempo comum na tonalidade de C Maior com um ritmo lento de 63 batidas por minuto. Musicalmente é uma balada com elementos musicais de R&B contemporâneo e alternativo, assim como doo-wop. Jon Pareles do The New York Times comentou que a música "dá um brilho futurista ao doo-wop". Da mesma forma, o escritor do Quietus, Mof Gimmers, descreveu-o como uma "tomada de 2013 doo-wop". Mike Wass, do site Idolator, comparou a música com o material do álbum Channel Orange, de Ocean (2012). Beyoncé canta com seu registro mais baixo e é acompanhada mais tarde por harmonias multi-seguidas que Neil McCormick do The Daily Telegraph comparou com Destiny's Child. A instrumentação consiste em cordas "suaves" e rolos de bateria orquestrais, que McCormik do The Daily Telegraph comparou aos materiais de Phil Spector "através de um prisma digital futuro". Ocean aparece mais tarde na música; seus vocais foram descritos como soando "mudo" e profundamente na trilha, complementares aos de Beyoncé. Ele é ouvido cantando suas linhas com menor, maior e mesmo registro vocal como ela. Ocean foi conhecido por cantar várias confissões de sua parte, incluindo as falas "Eu pensei que o mundo não giraria sem nós". O editor do Irish Times, Una Mullally, comparou seu estilo de cantar com o de Prince em "Superpotência".

## Videoclipe

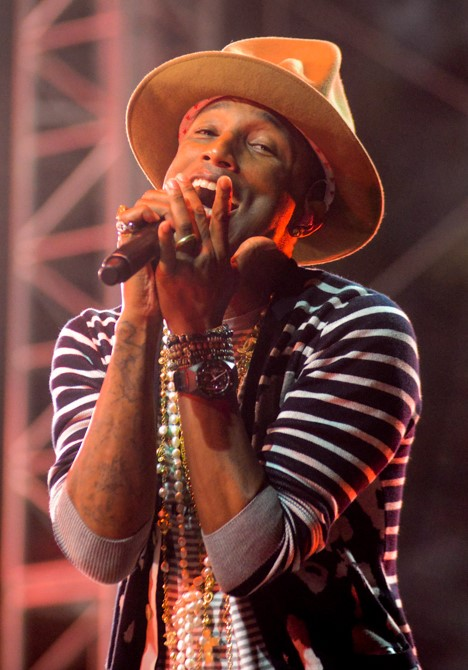
Pharrell Williams performing at the 2014 Coachella Valley Music and Arts Festival.

O videoclipe de "Superpower" foi dirigido por Jonas Åkerlund. Foi filmado no Hawthorne Plaza Shopping Center, um antigo shopping center que foi convertido em um filme em Hawthorne, Califórnia. A cantora foi visto pela mídia em 12 de novembro de 2013 no local definido usando uma máscara de esqui da Louis Vuitton enquanto filmava o vídeo. Beyoncé não faz sincronia ou dança durante o vídeo. Durante uma entrevista, ela explicou que "Superpoder" era uma música que "você pode simplesmente repetir e colocar você em transe, e é por isso que eu não queria tocá-lo no vídeo". Com isso dito, ela queria se concentrar em imagens em câmera lenta de "imagens realmente poderosas". [2]  conta com a participação das ex-membros do Destiny's Child, Kelly Rowland e Michelle Williams, além de Pharrell Williams, Luke James e Les Twins. O diretor disse que foi uma "decisão espontânea" incluí-los no vídeo; Frank Ocean também foi originalmente planejado para aparecer .

## Performances ao vivo
Em 14 de junho, Frank Ocean apresentou seus versos de "Superpower" durante sua aparição no Bonnaroo Music Festival de 2014.Durante o MTV Video Music Awards de 2014, um pequeno trecho instrumental da música foi tocado em uma parte da palestra de Chimamanda Ngozi Adichie, "We Should All Be Feminists", que foi ouvida antes de Beyoncé iniciar sua performance de "Flawless". Em 2016, "Superpower" foi usado como um interlúdio para "Mine" durante a The Formation World Tour